# Halo 3: ODST
Halo 3: ODST (tidigare kallat Halo 3: Recon) är en fristående expansion till Halo 3, som utspelar sig i det påhittade Halo-universumet. I spelet kommer spelarna att ta på sig rollen som en FN:s (UNSC) rymdmakt Orbital Drop Shock Trooper (ODST, även kallade Helljumpers) under de händelser som ledde fram till Halo 3. Spelet är satt under händelserna av Halo 2 i den fiktiva staden New Mombasa. Spelet släpptes den 22 september 2009 två utgåvor, varav den ena en samlarutgåva med en designad handkontroll. Den andra versionen innehåller bara spelet. Halo 3: ODST har fått ett relativt varmt mottagande av spelpressen, med en första recension med betyget 8/10 publicerad av Gamezine. Enligt en artikel av USA Today har spelet sålts i runt 2,5 miljoner exemplar.

## Handling
I spelet tar man rollen som the rookie, det senaste tillskottet i en trupp av ODST, även kallade Helljumpers. Spelet utspelar sig i staden New Mombasa som i Halo 2 attackerades av Covenanterna. Spelet tar sin början när man hoppar ut ur ett rymdskepp mot staden precis när det Covenantiska skeppet i staden åker in i Slipspace (Halo-universumets motsvarighet till Star Wars hyperrymd) och förstör närliggande delar av staden , vilket också skjuter iväg ens egen kapsel. Efter sex timmar vaknar man upp och ensam och vilse i det nattsvarta New Mombasa tar man som spelare över spakarna och jakten på hemligheterna och sin skvadron tar sin början. 
Under jakten på sin skvadron finner man emellanåt ledtrådar om deras öde. Vid uppittandet av dessa ledtrådar tar historien en ny vändning och man får spela som den soldat som ledtråden kopplas till och man får veta vad som hände den. Bungie har utlovat att det finns flera hemligheter att ta reda på och se för den uppmärksamme.
Det finns också en sidohandling där man får följa Sadie, en afrikansk tjej som försöker överleva Covenanternas attack mot New Mombasa. Denna sidohistoria är uppdelad i trettio delar där varje del är en så kallad "audio file" som man kan finna över hela New Mombasa när man spelar som the Rookie. Sadies historia består endast av ljud och bilder och är inget man kan spela likt ledtrådarna man finner om medlemmarna från sin borttappade skvadron.

## Nyheter
Halo 3: ODST skiljer sig från de tidigare spelen i Halo-serien främst då man spelar som en "vanlig" marinsoldat och inte som Master chief. Tanken är också att detta spel ska innehålla mer av att använda försiktighet och välja sina strider rätt eftersom man inte är lika stark som Master chief, varken fysiskt eller tekniskt. Spelarna kommer inte heller att vara styrda att gå åt ett visst håll och man måste inte heller finna sina truppmedlemmar i rätt ordning. 
Grafikmotorn i Halo 3: ODST är den samma som i Halo 3. Grafiken är dock något förbättrad. Andra nyheter är att en till fiende har lagts till, de så kallade Huragok. Dessa är Covenanternas ingenjörstrupper. Dessa utomjordingar har inte existerat i Halo-spelen (endast i böckerna) tidigare, förutom i Halo Wars då de introducerades för första gången. Dessa fredliga och rosa utomjordingar hjälper närliggande trupper genom ökad styrka på sköldar till exempel. Utöver att Huragok tillhör det Covenantiska kollektivet av utomjordingar är dessa varelser inga soldater.
Ett gammalt Covenantiskt vapen kommer nu tillbaka, det så kallade Brute plasma rifle. Till skillnad från sin kusin, den blåa plasma pistolen, har detta vapen en ökad utgångshastighet och därmed större chans till överhettning. Detta vapen fanns i Halo 2 men togs bort till Halo 3.
Andra nyheter är att man inte har någon motion tracker, man kan inte bära på ett vapen i varje hand och man har inte en energisköld som i tidigare spel. Istället påminner det nya systemet om det i Halo: Combat Evolved, där man måste hitta medpacks för att få nytt liv. Man kommer också via New Mombasas AI (en dator som håller koll på allt i staden) och en informationskarta liknande den i Tom Clancy's Ghost Recon Advanced Warfighter 2, få nödvändig information.

## Utrustning
Eftersom man kommer att bli långsammare och svagare än Master chief kommer man att få tackla Covenanterna på ett nytt sätt jämfört med i de tidigare Halo-spelen. Detta vägs dock upp genom den ljuddämpade M7S Submachine Gun (SMG) och pistolen M6C/SOCOM, också den ljuddämpad. Denna pistol fanns tidigare med i Halo: Combat evolved men ansågs för kraftfull och lades aldrig till i uppföljarna.
Som ODST har man också tillgång till VISR (Visual Intelligence System, Reconnaissance). Detta är ett program i hjälmen som fungerar som en mörkerkikare och ger navigationsdata. Till exempel markeras fiender med röda konturer och de allierade markeras med gröna och hela stadens konturer lyses upp. Detta system har fått ersätta kända funktioner som bubbleshield mm. som man kunde plocka upp och använda i Halo 3. 
Eftersom man spelar som en ODST kommer man att släppas ner till stridszoner via kapslar från rymdskepp i omloppsbana. ODST står för Orbital Drop Shock Trooper, vilket kan jämföras med fallskärmssoldater dock utan en fallskärm men med en mansstor kapsel som fungerar som fallskärm under fallet från omloppsbana till marken. Man sitter i dessa kapslar och de landar med fötterna först och då detta är ett riskfyllt företag ses ODST-soldater som tokiga av vanliga marinsoldater.

## Karaktärerna
The rookie:
The rookie är den karaktär som man antagligen kommer tillbringa mest tid med under spelets gång. Väldigt lite är känt om denne mer än att han är född på Månen. Hans riktiga namn är hemligstämplat. Han bär på en ljuddämpad SMG.

Andra spelbara karaktärer utöver the rookie är:
Romeo:
Romeo är skvadronens krypskytt och UNSC:s bästa krypskytt. Tidigare arresterad men släpptes då han behövdes i kriget. En riktig tjejtjusare därav namnet Romeo.
Buck:
Buck har varit med under nästan hela krigets gång och är skvadronens ledare. Han var med vid befrielsen av Harvest och upplevde Reachs fall. Han bär en automatkarbin.
Dutch:
Dutch är skvadronens specialist på tunga vapen (han bär en "Spartan laser") och en förare inom ODST. Då Dutch har tyngre vapen men mindre ammunition.
Dare:
Dare är den enda kvinnan i skvadronen och nästan all information om henne är hemligstämplad då hon är från underrättelsetjänsten. Hon bär på en M6C pistol.
Mickey:
Mickey är en tidigare Pelican-pilot och bär på en Rocket Launcher. Han är sprängämnesexpert och en riktig baddare på kommunikation och teknik.

## Multiplayer
Man kommer inte att kunna spela som en ODST i multiplayerläget förutom det nya onlineläget Firefight. Detta är ett cooperativt läge där man via system link eller Xbox Live kan para ihop sig upp till fyra stycken och möta olika vågor av Covenantattacker. Olika upphittade skulls gör det hela svårare. 
Om man förhandsbokar spelet från specifika försäljare låser man upp Sgt. Johnsson som en spelbar karaktär i Firefight. 
Länge ansågs Halo 3: ODST som en expansion tills Microsoft bestämdes sig för att göra spelet till ett fullprisspel. 
Anledningen var den extra spelskiva som följer med Halo 3: ODST. Denna skiva innehåller alla släppta Halo 3 multiplayerbanor plus tre exklusiva banor och används om man vill spela det vanliga multiplayerläget från spelet Halo 3 där man endast kan vara Elites eller Spartans.
I och med att man köper Halo 3: ODST får man en inbjudan till Halo Reach multiplayerbeta.